# غوران روثمان
غوران روثمان (بالسويدية: Göran Rothman)‏ هو مترجم وعالم نبات وطبيب وكاتب سويدي، ولد في 30 نوفمبر 1739 في Skatelöv parish ‏ في السويد، وتوفي في 3 ديسمبر 1778 في ستوكهولم في السويد.